# Madiran
Madiran là một xã trong vùng hành chính Occitanie, thuộc tỉnh Hautes-Pyrénées, quận Tarbes, tổng Castelnau-Rivière-Basse. Madiran nằm trên độ cao trung bình là 128 mét trên mực nước biển, có điểm thấp nhất là 133 mét và điểm cao nhất là 262 mét. Xã có diện tích 15,02 km², dân số vào thời điểm 1999 là 536 người; mật độ dân số là 36 người/km². Madiran nằm khoảng 35 km đông bắc của thành phố Pau.

## Thông tin nhân khẩu
| 1962 | 1968 | 1975 | 1982 | 1990 | 1999 |
| ---- | ---- | ---- | ---- | ---- | ---- |
| 530  | 556  | 554  | 598  | 553  | 536  |